# Герб Коряжмы
Герб муниципального образования «Город Коря́жма» Архангельской области Российской Федерации — опознавательно-правовой знак, служащий официальным символом муниципального образования.

## Описание герба
«В зелёном и червлёном поле, разделённом лазоревой, тонко окаймлённой серебром, перевязью справа, поверх всего — слева вверху серебряная церковь с золотой главкой (увершенной четырёхконечным крестом) и золотыми окнами, справа снизу — зелёная, тонко окаймлённая серебром, ель, и в оконечности накрывающий её левый край серебряный, пробитый чёрным, безант (рулон бумаги)».

## Описание символики
Церковь показывает то, что город расположен на месте Коряжемского монастыря, построенного в XV౹ веке. Название «Коряжма» происходит от древнего монашеского одеяния «коряжки», которые носили послушники монастыря.
Ель и рулон бумаги в красном поле символизируют ведущее производственное предприятие города — филиал ОАО «Группа „Илим“» в городе Коряжме (ранее — ОАО «Котласский целлюлозно-бумажный комбинат»), профиль работы которого связан с переработкой леса.
Голубая полоса указывает на расположение города на левом берегу реки Вычегды, ставшей неотъемлемой частью городского пейзажа.
Голубая полоса, символизирующая реку Вычегду, ель и зелёный цвет герба дополняют его описание, отражая богатую природу, окружающую город.
Жёлтый цвет (золото) — символ богатства, стабильности, интеллекта, уважения.
Белый цвет (серебро) — символ чистоты и совершенства, мира и взаимопонимания.
Красный цвет — символ мужества, труда, силы, энергии, красоты.
Зелёный цвет — символ природы, молодости, здоровья, жизненного роста.
Голубой цвет — символ чести и благородства, духовности, бескрайнего неба и водных просторов.

## История герба

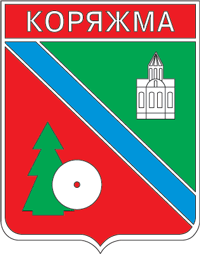
Герб (1988)

29 января 1988 года решением № 33 исполкома Коряжемского горсовета народных депутатов года был утвержден герб Коряжмы. Герб имел следующее описание: Щит разделен лазоревой правой перевязью на зеленое и червленое поля. В первом поле серебряный храм, во втором — зеленая ель и серебряный рулон бумаги.
Перевязь символизирует реку Вычегду, рулон бумаги — Котласский целлюлозно-бумажный комбинат.
Автор герба Алексей Григорьевич Баскаков.
18 декабря 1995 года постановлением Главы Администрации города Коряжма № 947 был утверждён «полный герб» Коряжмы.
Полный герб Коряжмы имел следующее описание: «Щит разделен голубой перевязью справа. В верхней части в зелёном поле изображение церкви; в нижней части в красном поле стилизованные зелёная ель и белый рулон бумаги. Щит увенчан красной башенной короной с тремя зубцами, над которой воин в доспехах с пламенеющим мечом поражает черного дьявола с черными крыльями; щит окружён еловыми ветвями, соединенными серебряной лентой».
Символика украшения полного герба гласила:
Красная башенная корона показывает то, что город не является районным центром.
О принадлежности города к Архангельской области говорит воин — Архангел Михаил — основной элемент герба Архангельской губернии 1878 года и современного герба областного центра — Архангельска.
Серебряная лента, символизирующая реку Вычегду, и еловые ветви в украшении герба дополняют описание герба, отражая природные особенности района.
Полный герб Коряжмы был составлен при содействии «Союза геральдистов России».
Авторы полного герба: Алексей Баскаков (г. Коряжма), Константин Моченов (г. Химки) - автор украшений и дизайна полного герба, художник — Роберт Маланичев (г. Москва)
Современный герб Коряжмы утверждён Решением № 148 Коряжемской городской Думы 27 августа 2002 года. В отличие от предыдущего варианта (1995), удалены архангел Михаил и венок, добавлены «тонкие окаймления», изменено описание герба.
Герб внесён в Государственный геральдический регистр Российской Федерации под № 1308.
В 2005 году красная корона с тремя зубцами герба Коряжмы была заменена на пятиглавую башенную золотую корону в соответствии с системой муниципальных корон России.